# Горлов, Пётр Иванович
Пётр Иванович Горлов (1906 — ?) — советский горный инженер, лауреат Ленинской премии.
Родился в семье горняка. После окончания Лисичанского горного института (1931) работал на строительстве шахт в Донбассе.
В 1950-е гг. зам. главного инженера треста «Сталиншахтопроходка» МСПУП УССР.
Ленинская премия 1957 года — за усовершенствование методов проходки вертикальных стволов шахт.
Соавтор книги: Армирование вертикальных стволов шахт //Петр Иванович Горлов, Лазарь Юрьевич Берман// Гос. научно-техн. изд-во лит-ры по горному делу, 1961 - Всего страниц: 226